# Верхньосергинське міське поселення
Верхньосерги́нське міське поселення (рос. Верхнесергинское городское поселение) — сільське поселення у складі Нижньосергинського району Свердловської області Росії.
Адміністративний центр та єдиний населений пункт — селище міського типу Верхні Серги.
Населення сільського поселення становить 5622 особи (2019; 6105 у 2010, 6629 у 2002).
Станом на 2002 рік існувала Верхньосергинська селищна рада (смт Верхні Серги).